# Werner George
Temple de la renommée allemand : 1988
Werner George (né le 12 septembre 1913 à Berlin) est un joueur professionnel allemand de hockey sur glace.

## Carrière
Werner George joue au SC Brandebourg avec lequel il devient champion d'Allemagne en 1934, au SC Riessersee avec lequel il devient champion d'Allemagne en 1935, au Berlin SC avec lequel il devient champion d'Allemagne en 1937 et pendant la Seconde Guerre mondiale en 1944 quand le Berlin SC et le SC Brandebourg forment une même équipe.
Il participe aux Jeux olympiques de 1936 où l'équipe d'Allemagne joue à Garmisch-Partenkirchen,. Il participe aussi au Championnat du monde de hockey sur glace 1934 où l'Allemagne remporte la médaille de bronze et est championne d'Europe.